# Bachiller universitario en ciencias
El Bachiller universitario en ciencias (en inglés: Bachelor of Science, abreviado como BS, BSc, SB, o ScB; del latín baccalaureus scientiae o scientiae baccalaureus) es un título de grado en ciencias muy extendido en los países anglófonos, otorgado para programas que generalmente duran de tres a cinco años.
La primera universidad en admitir a un estudiante en un programa de bachiller universitario en ciencias fue la Universidad de Londres en 1860.
El hecho de que se otorguen títulos de Bachiller universitario en ciencias o Bachiller universitario en letras en materias particulares varía entre las universidades. Por ejemplo, un estudiante de Economía puede graduarse en Artes en una universidad o en Ciencias en otra y, ocasionalmente, se ofrecen ambas opciones. Algunas universidades siguen la tradición de Oxford y Cambridge de que incluso los graduados en matemáticas y ciencias se convierten en graduados en artes, mientras que otras instituciones ofrecen solo titulación en ciencias, incluso en campos no científicos.
En las universidades que ofrecen títulos de Bachiller universitario en Artes y en Ciencias en la misma disciplina, el título en Ciencias generalmente se enfoca más en esa disciplina en particular y está dirigida a estudiantes que tienen la intención de realizar estudios de posgrado o una profesión en esa disciplina.

## Diferencias internacionales
La Escuela de Servicio Exterior de la Universidad de Georgetown otorga títulos de grado en Ciencias en Servicio Exterior a todos sus estudiantes universitarios, aunque muchos estudiantes se especializan en campos orientados a las humanidades como la historia internacional o la cultura y la política. La London School of Economics ofrece grados en prácticamente todas las áreas temáticas, incluso aquellas normalmente asociadas con las artes, mientras que las universidades de Oxbridge otorgan casi exclusivamente el grado como primer título. En ambos casos, existen razones históricas y tradicionales. La Escuela de Comunicación de la Northwestern University otorga títulos de grado en todos sus programas de estudio, incluidos teatro, danza y radio/televisión/cine. La Universidad de California en Berkeley otorga un grado en Economía y Políticas Ambientales en la Facultad de Recursos Naturales (CNR), un grado en Administración de Empresas en la Escuela de Negocios Haas y un grado en Economía y Políticas Ambientales en la Facultad de Letras y Ciencias (L&S). La Universidad de Cornell ofrece un grado en Ciencias de la Computación de su Facultad de Ingeniería y un grado en Ciencias de la Computación de su Facultad de Artes y Ciencias.

### Alemania
En Alemania, hay dos tipos de universidades: Universitäten y Fachhochschulen (que también se llaman Universidad de Ciencias Aplicadas). Universitäten y Fachhochschulen, ambos también llamados Hochschulen, son legalmente iguales, pero Fachhochschulen tienen la reputación de estar más relacionados con la práctica y no tienen derecho legal a ofrecer programas de doctorado.
El BSc en Alemania es equivalente al BSc (Hons) en el Reino Unido. Muchas universidades de países de habla alemana están cambiando sus sistemas al sistema BA / MA y, al hacerlo, también ofrecen el equivalente completo de un grado.
En Alemania, el grado normalmente dura entre tres y cuatro años (seis a ocho semestres) y se deben obtener entre 180 y 240 ECTS.

### América del Norte
En Canadá, Estados Unidos y México, por lo general son programas de cuatro años que se usa típicamente en ingeniería, ciencias de la computación, matemáticas, economía, finanzas, negocios y ciencias naturales.
Sin embargo, algunos colegios y universidades solo requieren tres años, especialmente en Quebec y, en menor medida, en otras áreas.

### Argentina
En Argentina la mayoría de los títulos universitarios se otorgan como licencia en una disciplina. Son específicos de un campo y se otorgan a los estudiantes al completar un curso de estudio que generalmente dura cinco años. En la mayoría de los casos, al final de un curso y como condición obligatoria para su finalización (y en última instancia, para obtener un título), los estudiantes se ven obligados a trabajar en un proyecto de investigación original relacionado con su campo. Este proyecto se denomina tesis y generalmente se presenta frente a un grupo de personas, entre ellos profesores universitarios que lo evaluarán y le informarán al alumno si aprobó o no el mismo día, poco después de la presentación.

### Australia, Nueva Zelanda y Sudáfrica
En Australia, el BSc es generalmente un título de tres a cuatro años. Se requiere un año de honores o una Maestría en Ciencias (MSc) para avanzar a la etapa de Philosophiæ doctor (PhD).
En Nueva Zelanda, en algunos casos, el título de honores comprende un título de posgrado adicional. En otros casos, los estudiantes con buen desempeño en su segundo o tercer año, son invitados a extender su título a un año más, con enfoque en la investigación, otorgando acceso a programas de doctorado.
En Sudáfrica, el BSc se toma durante tres años, mientras que el BSc de posgrado (Hons) implica un año adicional de estudio. La admisión a la licenciatura se basa en un promedio suficientemente alto en la especialidad de licenciatura; Se requiere un título con honores para estudios de nivel de maestría, y la admisión a un doctorado se realiza a través de la maestría.

### Brasil
En Brasil, la Licenciatura en Ciencias es un título académico de grado y equivale a un BSc (Hons). Puede durar de 4 a 6 años (de 8 a 12 períodos) para ser completado, es también más específico y puede ser aplicado para cursos de Artes Científicas (como Ingeniería, Matemáticas, Física, etc.), algo llamado cursos de Arte Humana en Brasil (como Historia, Portugués y Literatura y estudios de Derecho por ejemplo) así como para Artes de la Salud (como Medicina, Enfermería, Zootecnia, Veterinaria y Biología por ejemplo). Para poder iniciar la licenciatura en Brasil el candidato debe demostrar que es competente en las diferentes disciplinas y tener por lo menos los grados acumulados de Preliminar, Medio y Superior realizados con el mérito mínimo de 60% a 70% de los grados y un período de estudio correspondiente que puede variar de 10 a 12 años como mínimo.
Los cursos de Licenciatura en Ciencias en las universidades brasileñas normalmente tienen los primeros 1 a 2 años (primeros 2 a 4 períodos) de disciplinas básicas fundamentales (como por ejemplo Cálculo I, II, III y IV para algunos cursos de ingeniería, Geometría básica y avanzada, experimentos de Laboratorios Analíticos en Mecánica, Óptica, Magnetismo, etc.) y los últimos 2 a 3 años disciplinas más relacionadas con los campos profesionales de esa Licenciatura en Ciencias (por ejemplo Operaciones de Unidades, Termodinámica, Reactores Químicos, Procesos Industriales, Cinética para Ingeniería Química por ejemplo). Algunas disciplinas son prerrequisito de otras y en algunas universidades no se permite al estudiante cursar ninguna disciplina durante todo el período siguiente si no ha tenido éxito en una sola disciplina prerrequisito del período actual.
Normalmente, los cursos de Bachelor of Science exigen un periodo de prueba obligatorio de un año al final del curso (prácticas en el área profesional específica, como un periodo de formación), seguido de evaluaciones escritas y orales relativamente elaboradas. Para obtener la certificación como BSc, la mayoría de las universidades exigen que los estudiantes alcancen el logro del 60% al 70% en todas las "disciplinas obligatorias", más el periodo de formación supervisado y aprobado (como un periodo de prácticas supervisado), la tesis final del curso y, en algunos programas de BSc, la prueba del examen final. El examen final también es obligatorio hasta ahora. Para ser profesor, un licenciado en ciencias debe obtener una licenciatura, que se suma a los periodos ya estudiados hasta obtener el BSc (Hons), más 2 o 3 periodos (1 a 1,5 años). También es posible obtener un máster (MSc), que dura de 3 a 5 periodos más (de 1,5 a 2,5 años más).

### Chile
En Chile, el título académico equivalente a "Bachelor of Science" es "Licenciatura", tal es el caso con el programa "Licenciado en Ciencias de la Ingeniería" de la Pontificia Universidad Católica de Chile, el cual es traducido por la universidad como "Bachelor of Science in Engineering" Fuente: https://www.ing.uc.cl/en/programas-de-estudio/pregrado/plan-estudios/ este título se puede obtener como resultado de completar un programa de 4 años. Sin embargo, dependiendo del tipo de estudio, se puede completar un título profesional en un instituto, el cual no entrega un grado académico (título académico).

### Europa continental
Muchas universidades en Europa están cambiando sus sistemas al sistema BA/MA y, al hacerlo, también ofrecen el equivalente completo de una licenciatura o maestría (ver Proceso de Bolonia).

### Gran Bretaña e Irlanda
Por lo general, en los países de la Commonwealth británica e Irlanda, los graduados son admitidos al título de Licenciado en Ciencias después de haber completado un programa en una o más de las ciencias. Estos programas pueden tardar diferentes períodos de tiempo en completarse.
Una Licenciatura en Ciencias recibe la designación BSc para un título ordinario y BSc (Hons) para un título con honores. En Inglaterra, Gales e Irlanda del Norte, una licenciatura generalmente se completa durante un período de tres años, aunque hay algunos cursos intensificados de dos años (con menos tiempo de vacaciones). Los títulos de licenciatura (sin honores) se completaron típicamente en dos años durante la mayor parte del siglo XX. En Escocia, donde el acceso a la universidad es posible después de un año menos de educación secundaria, los cursos de grado tienen un año de base, por lo que la duración total del curso es de cuatro años.
En Irlanda, el antiguo BS se cambió a BSc (Hons), que se otorga después de cuatro años. El BSc (Ord) se otorga después de tres años. Anteriormente en la Universidad de Oxford, el grado de BSc era un título de posgrado; este título anterior, que todavía se concede activamente, ha pasado a llamarse MSc.

### República Checa
Las universidades en la República Checa están cambiando sus sistemas al sistema de Licenciatura en Ciencias / Maestría en Ciencias y, al hacerlo, también ofrecen el equivalente completo de una Licenciatura (Bc.) O Maestría (Mgr./Ing.).

### India
La interpretación de la India es similar al sistema británico. En India, B.Sc es generalmente un curso de tres años, sin embargo, en algunos lugares, se integra con otro curso de corto plazo, certificación o 'honores', lo que lo convierte en un curso de cuatro años. Después de aprobar el duodécimo estándar (del sistema 10 + 2 en la India, la universidad secundaria en los EE. UU.), también conocido como 'intermedio' en Ciencias (Física, Química, Matemáticas y/o Biología) de una junta reconocida (junta central o junta estatal) escuela, un estudiante puede postularse a una universidad para obtener una licenciatura. Es un curso de pregrado, que podría ofrecerse en el sistema de exámenes anuales (3 años) o en el sistema semestral (6 semestres, los semestres impares generalmente duran de julio/agosto a diciembre, y los semestres pares generalmente duran de enero a mayo). Todos los principales colegios y universidades ofrecen este curso.
Después de obtener un B.Sc., los estudiantes pueden optar por continuar su educación y realizar un posgrado (M.Sc.), o dejar la universidad y tomar un trabajo relevante.

## Período de finalización típico

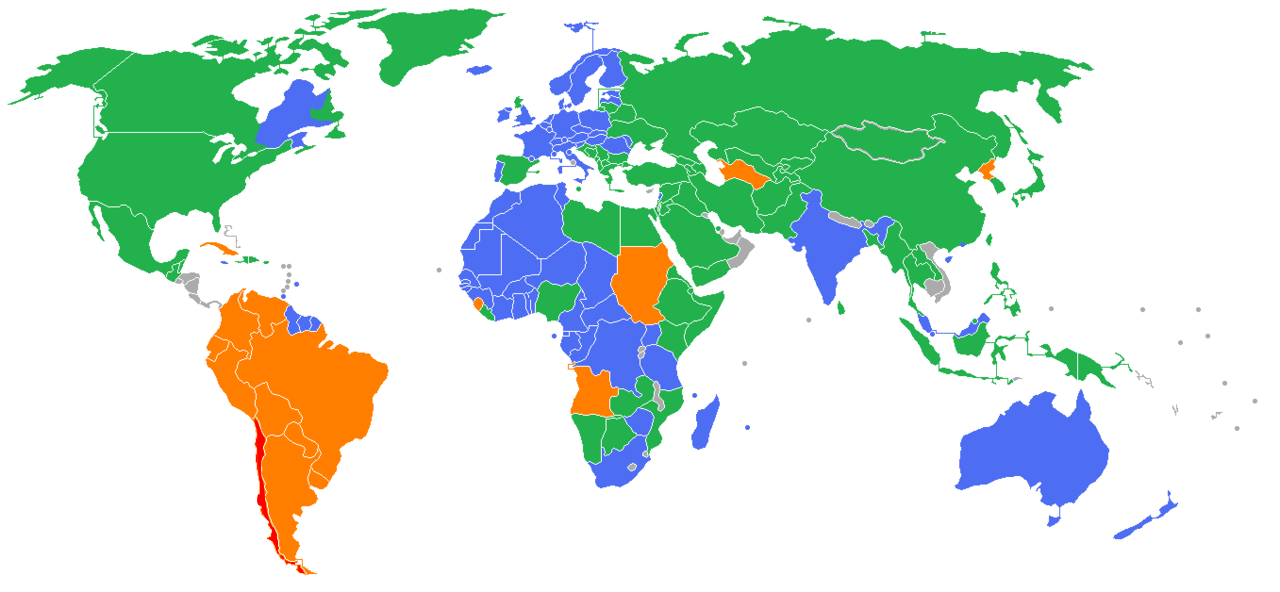
3 años
4 años
5 años
6 años

### Tres años
Alemania (principalmente tres años, pero puede ser hasta cuatro años), Australia, Austria, Barbados, Bélgica, Belice, Bosnia y Herzegovina (principalmente tres años, a veces cuatro), Camerún, Canadá (especialmente Quebec), Costa de Marfil, Croacia (principalmente tres años, a veces cuatro), República Checa (principalmente tres años, a veces cuatro), Dinamarca, Inglaterra (tres o cuatro años con una colocación de un año en la industria), Estonia, Finlandia, Francia, Hungría, Islandia, India (tres años de licenciatura en artes y ciencias puras excluyendo ingeniería, agricultura y medicina, cuatro años para el programa de ingeniería "Licenciatura en ingeniería", cuatro años para la agricultura programa "Licenciatura en Agricultura" y cinco años para el programa de medicina "Licenciatura en Medicina y Licenciatura en Cirugía"), Irlanda (Ordinaria), Israel (para la mayoría de las materias), Italia, Jamaica (tres o cuatro años), Letonia (tres o cuatro años), Líbano (tres o cuatro años, cinco años para Licenciatura en Ingeniería), Malasia, Nueva Zelanda, Países Bajos (tres años para universidades de investigación, cuatro años para universidades de ciencias aplicadas), Irlanda del Norte, Noruega, Polonia, Portugal, Rumania, Escocia (Ordinario), Singapur (el título de honores dura 4 años), Eslovaquia, Eslovenia, Sudáfrica (el título de honor dura 4 años), Suecia, Suiza, Trinidad y Tobago, Uganda (principalmente tres años, a veces cuatro), Emiratos Árabes Unidos, Gales y Zimbabue.

### Cuatro años
Afganistán, Albania (cuatro o cinco años), Arabia Saudita, Armenia (cuatro o cinco años), Australia (título de honor), Azerbaiyán (cuatro o cinco años), Baréin, Bangladés (cuatro o cinco años), Bielorrusia, Belice, Bosnia, Brasil (cuatro a cinco años), Brunéi (tres o cuatro años), Bulgaria, Canadá (excepto Quebec), China, Chipre, Corea del Sur, República Dominicana, Egipto (cuatro o cinco años), Escocia (título de honor), España, Estados Unidos, Etiopía (ingeniería, cinco años),  Filipinas (cuatro o cinco años), Finlandia (ingeniería, práctica en la industria no incluida), Georgia, Ghana (tres o cuatro años), Grecia (cuatro o cinco años), Guatemala, Haití (tres o cuatro años), Hong Kong ( a partir de 2012, tres años originalmente), India (cuatro años BS, BSc (hons.) Agricultura, Ingeniería), Indonesia, Irán (cuatro o cinco años), Irak, Irlanda (Honores), Israel (ingeniería), Japón, Jordania (de cuatro a cinco años), Kazajistán, Kuwait, Libia, Lituania, Macedonia del Norte (tres, cuatro o cinco años), Malaui (cuatro o cinco años), Malta, México, Montenegro (tres o cuatro años), Myanmar, Nepal ( anteriormente tres, ahora cuatro años), los Países Bajos (tres años para universidades de investigación, cuatro años para universidades de ciencias aplicadas), Nueva Zelanda (título de honor), Nigeria, Pakistán (cuatro o cinco años), Rumania, Rusia, Serbia (tres o cuatro años), Sudáfrica (el cuarto año es electivo: para obtener un título de honor, que normalmente es un requisito para selección en un programa de maestría), Sri Lanka (tres, cuatro o cinco años (especializados)), Taiwán, Tayikistán (cuatro o cinco años), Tailandia, Túnez (solo hay disponible una Licenciatura en Administración de Empresas, otorgada únicamente por la Tunis Business School), Turquía, Ucrania, Uruguay (cuatro, cinco, seis o siete años), Yemen y Zambia (cuatro o cinco años).

### Cinco años
Cuba Grecia (cuatro o cinco años), Perú, Argentina, Colombia (comienza a cambiar a 4 años), Brasil (cinco años), México (4,5 años), Chile, Venezuela (cinco años), Egipto (cuatro o cinco años), Haití (cuatro o cinco años).
Nigeria (de cuatro a cinco años), 6 meses dedicados al SIWES (Programa de intercambio de trabajo industrial para estudiantes), pero solo para la mayoría de las ciencias y todos los cursos de ingeniería. Un semestre para trabajo de proyecto / tesis sin excluir el trabajo de curso durante la tesis de licenciatura. Excluyendo 1 año para el Cuerpo Nacional de Servicio Juvenil (NYSC) obligatorio, servicio paramilitar y civil. Nicaragua (cuatro a cinco años).
Macedonia del Norte, Sierra Leona (cuatro años dedicados a los cursos), Eslovenia (cuatro o cinco años), Sudán (cinco años para la licenciatura con honores y cuatro años para la licenciatura ordinaria) y Siria.
En Argelia, el estudiante presenta una tesis ante un jurado al final del quinto año.

### Seis años
En Chile, algunas carreras de pregrado como ingeniería y geología están diseñadas como programas de 6 años e incluso 15 semestres en algunas universidades y carreras específicas, también existen carreras técnicas de 3 años y algunas carreras de bachiller de solo 5. Sin embargo, en la práctica no es raro que los estudiantes completen dichos programas en el transcurso de 10 años mientras estudian a tiempo en jornadas de 8 horas. Actualmente, hay 1.194.311 estudiantes en carreras de bachiller en Chile, el 57% de ellos estudia en una universidad y otro 43% en institutos profesionales (IP) o centros de formación técnica (CFT) . Esto se debe en parte a un sistema de calificación estricto en el que la calificación más alta de una clase típica puede ser tan baja como 60% (C-) y la alta frecuencia de protestas y huelgas organizadas por federaciones de estudiantes y sindicatos de maestros, como las protestas estudiantiles chilenas de 2011-13.
Hay estudios que sugieren una correlación directa entre la movilidad social reducida y las diferencias propias del sistema de educación superior chileno.